# Catocala rosalinda
Catocala rosalinda är en fjärilsart som beskrevs av H. Edwards 1880. Catocala rosalinda ingår i släktet Catocala och familjen nattflyn. Inga underarter finns listade i Catalogue of Life.

## Bildgalleri

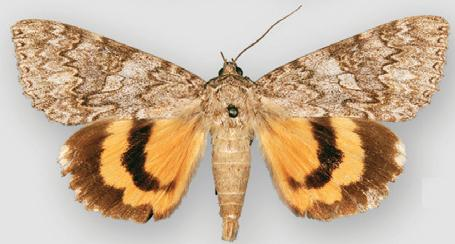